# Puig Barbolí
El Puig Barbolí és una muntanya de 311 metres que es troba al municipi de Bonastre, a la comarca catalana del Baix Penedès.